# دمتریوس

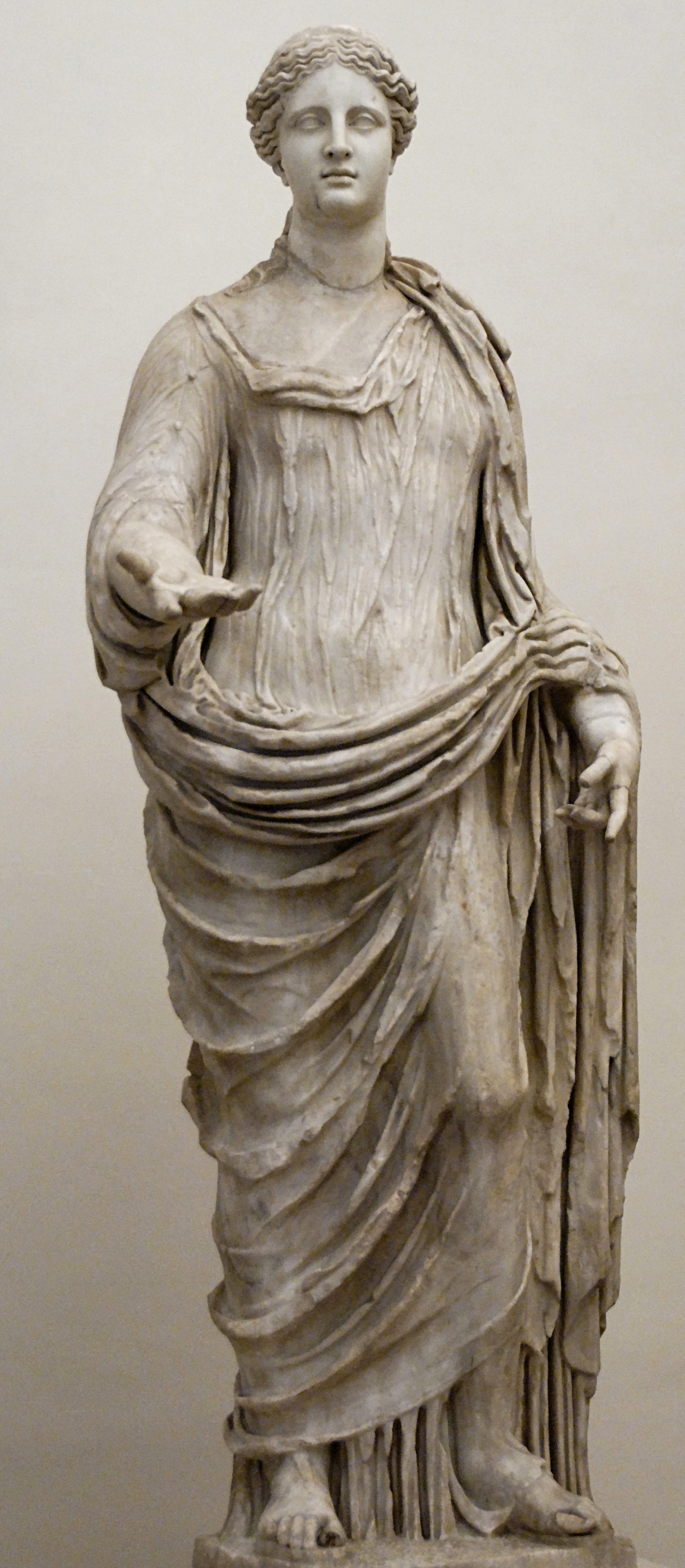
دیمیتریوس آلتمپ مجسمه رومی

دمتریوس، دیمیتریوس یا دیمتریوس(به یونانی: Δημήτριος) نامی یونانی‌است برای مردان که از ریشهٔ اسطوره‌ای دیمیتیر خدای کشاورزی گرفته شده‌است. مردان نامدار بسیاری در دوره‌ٔ باستان و دیگر زمان‌ها دارای نام دیمتریوس بوده‌اند. نظیر دمتریوس محاصره گر، پدر ملکه استراتونیس سلوکی، که پلوتارک زندگی نامه ای از وی دارد. نام دیمیتری هم از این نام گرفته‌شده و از سوی پژوهشگران امپراتوری روم شرقیی و کوچندگان یونانی به کار رفته و در جهان پخش شده‌است.

## قدیسین مسیحی
- دیمتریوس تسالونیکیایی
- دیمتریوس اسکندریه‌ای

## پادشاهان

### مقدونیه
- دیمتریوس یکم مقدونی
- دیمتریوس دوم مقدونی

### باختر و هندوستان
- دیمتریوس یکم
- دیمتریوس دوم
- دیمتریوس سوم آنیکتوس

### سلوکیان
- دیمتریوس یکم
- دیمتریوس دوم
- دیمتریوس سوم

## فیلسوفان
- دیمتریوس فالرئوس
- دیمتریوس لاکون
- دیمتریوس کلبی